# Шютц, Франц
Франц Шютц (нем. Franz Schütz; 15 апреля 1892, Вена — 19 мая 1962, Вена) — австрийский органист и музыкальный педагог.
Учился музыке с перерывами на военную службу в 1912—1913 и 1914—1916 (Первая мировая война) годах, ученик Рудольфа Дитриха, занимался также теорией и композицией под руководством Рихарда Штёра и Йозефа Маркса. В 1918—1919 гг. ассистент Дитриха в Венской академии музыки, после его смерти — преподаватель по курсу церковной музыки, с 1929 г. экстраординарный профессор. В 1938—1945 гг. директор академии.
Как органист предпочитал позднеромантический репертуар, особенно произведения Макса Регера и Франца Шмидта. В расчёте на Шютца написаны органные партии в поздних произведениях Шмидта «Книга за семью печатями» и «Немецкое Воскресение».